# Manuel Domingos Vicente

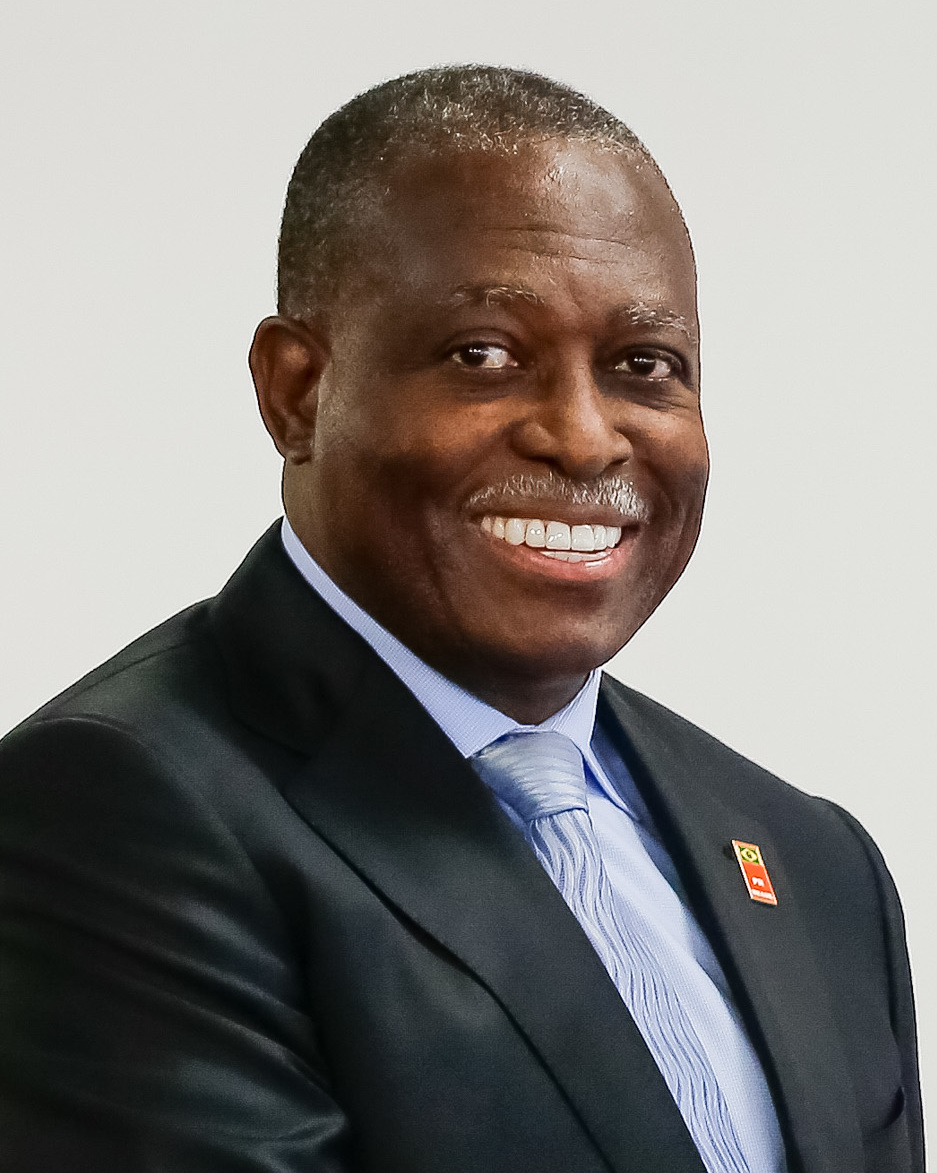
Manuel Domingos Vicente (Oktober 2016)

Manuel Domingos Vicente (* 15. Mai 1956 in Luanda, Angola) war lange Zeit Präsident des Verwaltungsrates und somit oberster Chef der staatlichen angolanischen Ölfirma Sonangol. Er hat ein Diplom in der Elektrotechnik, Fachrichtung Mechanik, an der Universidade Agostinho Neto in Luanda erworben. Aufgrund der Ergebnisse der Wahlen zur Nationalversammlung Angolas 2012 war er von September 2012 bis 2017 Vizepräsident Angolas.

## Leben
Manuel Vicente wuchs als Sohn einer Wäscherin und eines Schumachers in Luandas Arbeiterviertel Sambizanga auf. Die Fürsorge übernahm dabei statt seiner Eltern die älteste Schwester des zukünftige Präsidenten Angolas José Eduardo dos Santos.
In seinem früheren beruflichen Leben hatte er in der Zeit von 1981 bis 1987 verantwortliche Positionen als Chefingenieur einer Projektabteilung sowie als Leiter der technischen Abteilung des damaligen Ministeriums für Energie und Erdöl von 1987 bis 1991 inne, bevor er im Jahr 1991 zum stellvertretenden Generaldirektor der Sonangol U.E.E berufen wurde.
Durch einen Beschluss des angolanischen Ministerrates wurde Manuel Vicente im August 1999 zum Präsidenten des Verwaltungsrats der Sonangol benannt, mit Sitz in Luanda. Am 20. August 2002 wurde sein Mandat für drei weitere Jahre per Dekret vom Ministerrat verlängert.
In seiner Funktion sitzt Manuel Vicente in verschiedenen Aufsichtsräten, wie in dem angolanischen Telekommunikationsunternehmen Unitel. Er ist stellvertretender Vorsitzender des Aufsichtsrats bei der Banco Comercial Português und der Banco Angolano de Investimentos (BAI). Er sitzt im Direktorium der Galp Energia und ist seit 15. Januar 2008 Mitglied des Aufsichtsrates des portugiesischen Energieunternehmens.
Am 2. September 2011 berichtete die angolanische Wochenzeitung Novo Jornal, die sich auf MPLA -nahe Kreise bezog,  Angolas Präsident José Eduardo dos Santos habe Manuel Domingos Vicente als seinen Nachfolger ausgewählt.
Anfang 2012 wurde Vicente zum Minister für wirtschaftliche Koordination ernannt. Hinter José Eduardo dos Santos wurde er Nr. 2 auf der Kandidatenliste des MPLA für die Wahlen von August 2012. Aufgrund der Verfassung von 2012 werden die beiden Spitzenkandidaten der Partei, die die meisten Stimmen erringt, automatisch Staatspräsident beziehungsweise Vizepräsident. Die beiden Spitzenkandidaten waren José Eduardo dos Santos und Manuel Domingos Vicente. Da das MPLA die Wahl erneut gewonnen hat, war Manuel Domingos Vicente seit September 2012 Vizepräsident Angolas, 2017 wurde er durch Bornito de Sousa abgelöst.